# Esmond (Dakota du Nord)
La ville d’Esmond est située dans le comté de Benson, dans l’État du Dakota du Nord, aux États-Unis. Lors du recensement de 2010, sa population s’élevait à 100 habitants.

## Histoire
Esmond a été fondée en 1901.

## Démographie
| Groupe            | Esmond | Dakota du Nord | États-Unis |
| ----------------- | ------ | -------------- | ---------- |
| Blancs            | 99,0   | 90,0           | 72,4       |
| Amérindiens       | 1,0    | 5,4            | 0,9        |
| Autres            | 0      | 4,6            | 26,7       |
| Total             | 100    | 100            | 100        |
|                   |        |                |            |
| Latino-Américains | 0      | 2,0            | 16,7       |

Selon l'American Community Survey, pour la période 2011-2015, 96,30 % de la population âgée de plus de 5 ans déclare parler l'anglais à la maison et 3,70 % déclare parler l'allemand.
| 1910 | 1920 | 1930 | 1940 | 1950 | 1960 |
| ---- | ---- | ---- | ---- | ---- | ---- |
| 353  | 343  | 313  | 449  | 475  | 420  |

| 1970 | 1980 | 1990 | 2000 | 2010 | - |
| ---- | ---- | ---- | ---- | ---- | - |
| 416  | 337  | 196  | 159  | 100  | - |

## Source
- (en) Cet article est partiellement ou en totalité issu de l’article de Wikipédia en anglais intitulé « Esmond, North Dakota » (voir la liste des auteurs).